# Stichting Félix Houphouët-Boigny voor Vredesonderzoek
De Stichting Félix Houphouët-Boigny voor Vredesonderzoek (Fondation Félix-Houphouët-Boigny pour la Recherche de la Paix) is een onderzoekinstituut voor vredesvraagstukken in Yamoussoukro, Ivoorkust.

## Oprichting
Het instituut werd opgericht toen op 5 december 1997 de Vredesverklaring van Yamoussoukro werd aangenomen, in bijzijn van secretaris-generaal van de UNESCO Federico Mayor. Het instituut draagt de naam van voormalig president van Ivoorkust Félix Houphouët-Boigny, een nestor van veel Afrikaanse staatshoofden en onvermoeibaar voorvechter van vrede, consensus, broederschap en dialoog, die zich ten doel had gesteld alle conflicten binnen en tussen staten op te lossen.

## Félix Houphouët-Boigny-Vredesprijs
Tegelijk met de oprichting werd de Félix Houphouët-Boigny-Vredesprijs van de UNESCO in het leven geroepen, die volledig van fondsen wordt voorzien door de Stichting Félix Houphouët-Boigny voor Vredesonderzoek. De stichting voorziet echter niet in de jury, die bestaat uit elf personen uit vijf werelddelen. Medio jaren 2000 stond de jury onder leiding van Nobelprijs voor de Vredewinnaar, Henry Kissinger.